# U.S. Route 212
La U.S. Route 212 est une US Route auxiliaire de la US 12. Elle relie le parc national de Yellowstone à la ville d’Edina dans le Minnesota aux États-Unis d'Amérique. La route traverse les États du Minnesota, du Wyoming, de Dakota du Sud et du Montana.
Sa longueur est de 1 527 km et elle a été tracée en 1926.

## Beartooth Highway
Une portion de la route est nommée Beartooth Highway et est classée comme All-American Road pour la beauté des paysages traversés. En raison des chutes importantes de neige dans la région en hiver, la route n’est ouverte que de mai à septembre. La portion est comprise entre les localités de Red Lodge (Montana) et de Cooke City-Silver Gate (Montana). La route zigzague près de la frontière entre le Montana et le Wyoming pour culminer à 3 345 mètres d’altitude au col de Beartooth. La route passe entre autres dans la forêt nationale de Shoshone et dans la forêt nationale de Custer.

## Description du tracé

### Montana et Wyoming
Le terminus officiel de la US 212 se trouve à l'entrée nord-est du Parc national de Yellowstone près de la frontière entre le Montana et le Wyoming, certaines cartes présentent la route comme étant à l'intérieur du parc, débutant à Tower Junction, au Wyoming. À partir du parc, la US 212 se dirige vers l'est en passant par Cooke City, Montana et traverse ensuite la frontière du Wyoming pour entrer à nouveau au Montana environ 38 miles (61 km) plus loin. Le segment de la route entre Cooke City et Red Lodge est connu comme la Beartooth Highway.
Après avoir quitté les Monts Beartooth, la US 212 se dirige vers le nord-est et rejoint la US 310 en multiplex à Rockvale, au nord-est de Joliet. À Laurel, la US 212 rejoint l'I-90 en multiplex vers l'est jusqu'à Crow Agency, dans la Réserve indienne Crow, en passant par Hardin.
C'est dans la Réserve indienne Crow que la US 212 quitte l'I-90 et poursuit son trajet vers l'est et le sud-est dans les hautes pleines du Montana. Elle est la route ouest–est principale dans la Réserve indienne de Northern Cheyenne. Elle passe par Lame Deer, Broadus et Alzada. Au sud-est de cette localité, la US 212 traverse à nouveau la frontière du Wyoming. Elle s'y trouve pendant environ 20 miles (32 km) avant d'atteindre la frontière du Dakota du Sud.

### Dakota du Sud
La US 212 entre au Dakota du Sud près du tripoint entre le Montana, le Wyoming et le Dakota du Sud. Elle continue vers le sud-est jusqu'à Belle Fourche où elle rencontre la US 85. À partir de là, elle continue vers l'est jusqu'à Newell. Elle se dirige ensuite vers le nord-est jusqu'à Mud Butt, où elle reprend la direction est. Elle passe par Faith et entre dans la Réserve indienne de Cheyenne River. Dans la réserve, elle passe par Dupree et North Eagle Butte pour ensuite traverser la rivière Missouri.
La route continue ensuite vers l'est et passe par Gettysburg, Seneca, Faulkton, Rockham, Zell, Redfield, Clark et Watertown où elle croise l'I-29. Elle continue vers l'est et passe par Kranzburg et Tunerville avant d'atteindre la frontière du Minnesota.

### Minnesota
La route entre dans l'état au sud de Marietta. Elle se dirige vers l'est jusqu'à Montevideo, où elle se dirige vers le sud-est jusqu'à Granite Falls. Là, elle reprend la direction est en passant par Sacred Heart, Olivia, Hector, Brownton, Glencoe, Norwood Young America et les banlieues sud-ouest de Minneapolis. Elle prend fin à la jonction de la US 169 à Edina. Sa route se poursuit comme MN 62.

## Intersections majeures
Montana (segment ouest)
Northeast Entrance Road à l'entrée nord-est du Parc national de Yellowstone, près de Silver Gate
Wyoming
Pas d'intersections majeures
Montana (segment est)
 US 310 près d'Edgar. Les routes forment un multiplex jusqu'à Laurel.
 I-90 à Laurel. Les routes forment un multiplex jusqu'à Crow Agency.
 US 87 à Lockwood. Les routes forment un multiplex jusqu'à Crow Agency.
 I-94 à Lockwood
Dakota du Sud
 US 85 à Belle Fourche
 US 83 près de Gettysburg. Les routes forment un multiplex sur environ 0,9 miles (1,4 km).
 US 281 à Redfield. Les routes forment un multiplex dans la ville.
 US 81 à Watertown
 I-29 à Watertown
Minnesota
 US 75 près de Madison
 US 59 près de Montevideo. Les routes forment un multiplex jusqu'à Montevideo.
 US 71 à Olivia. Les routes forment un multiplex dans la ville.
 I-494 à Eden Prairie
 US 169 à Eden Prairie